# Khánh Vy
Trần Khánh Vy (sinh ngày 21 tháng 8 năm 1999), thường được biết đến với nghệ danh Khánh Vy, là một nữ vlogger, YouTuber kiêm người dẫn chương trình truyền hình người Việt Nam.

## Tiểu sử
Khánh Vy sinh ngày 21 tháng 8 năm 1999 tại xã Trung Thành, huyện Yên Thành, tỉnh Nghệ An với tên khai sinh là Trần Khánh Vy, sau đó cô chuyển đến sinh sống ở Vinh. Ông nội cô hy sinh trong chiến tranh Việt Nam. Theo lời kể của Khánh Vy, vì từ nhỏ thấy cô đã có thể bắt chước các ngôn ngữ nên từ năm học lớp 3, gia đình đã cho cô đi học tiếng Anh đồng thời ủng hộ cô học thêm các ngôn ngữ khác.
Năm 2014, Khánh Vy đỗ vào trường cấp 3 chuyên Anh Phan Bội Châu với tổng điểm xếp thứ 14 toàn khối. Năm 2016, cô trở nên nổi tiếng với video nói bảy ngôn ngữ khác nhau gồm tiếng Thái, tiếng Trung, tiếng Hàn, tiếng Ý, tiếng Anh, tiếng Nhật, giọng Sài Gòn và giọng Hà Nội. Cũng trong năm này, cô đạt 28,03 điểm trong kì thi tuyển sinh quốc gia. Với số điểm này, Vy đủ điều kiện vào học tại Đại học Ngoại thương, Học viện Ngoại giao, Học viện Báo chí Tuyên truyền và Đại học FPT; cô còn được nhận học bổng toàn phần trị giá 170 triệu đồng từ Đại học FPT. Tuy nhiên, cô đã chọn ngành Quan hệ Quốc tế của Học viện Ngoại giao.

## Sự nghiệp
Cuối năm 2016, Khánh Vy được tuyển vào làm người dẫn chương trình cho bản tin Thế giới nghiêng của Đài Truyền hình kĩ thuật số VTC. Sau khi xuất hiện trong vai trò khách mời của chương trình 8 IELTS – một talkshow tiếng Anh của VTV7, Đài Truyền hình Việt Nam, Vy trở thành người dẫn chương trình cho talkshow này. Ngoài 8 IELTS, cô cũng xuất hiện trên một bản tin khác của Đài Truyền hình Việt Nam.
Năm 2018, cô trở thành một trong những đại diện của thanh niên Việt Nam tham dự buổi thuyết trình Hành trình tiểu vùng sông Mê Kông lần thứ 13 tại Trung Quốc và Thái Lan. Sau đó, cô kết hợp cùng Osad trong video ca nhạc "Người âm phủ". Đến năm 2019, Khánh Vy nhận học bổng 200 triệu đồng du học 2 tuần tại New York, Hoa Kỳ. Cũng trong năm này, cô được chọn là một trong bốn đại diện của châu Á tham gia Ambassador Tour tại Washington. Tháng 8 năm 2020, Khánh Vy tốt nghiệp ngành Quan hệ quốc tế của Học viện Ngoại giao với tấm bằng loại giỏi.
Từ cuối tháng 9 năm 2021, Khánh Vy trở thành người dẫn chương trình mới của chương trình Đường lên đỉnh Olympia, sau người tiền nhiệm là Diệp Chi.
Cuối tháng 1 năm 2022, Khánh Vy cùng với Trấn Thành, Thúy Ngân, Thùy Tiên và Kaity Nguyễn đảm nhận vai trò dẫn dắt chương trình giải trí đêm giao thừa Sóng 22. Cô sau đó đảm nhận vai trò dẫn chương trình Sinh viên thế hệ mới và Có hẹn cùng thanh xuân của VTV3 vào năm 2023. Vào tháng 4 năm 2024, cô được chọn là một trong hai người dẫn chính cho chương trình Anh trai vượt ngàn chông gai cùng với Anh Tuấn. Vào tháng 3 năm 2025, cô được chọn là người dẫn chính cho buổi fan meeting (buổi gặp gỡ người hâm mộ) của thành viên nhóm nhạc Blackpink Jisoo tại Hà Nội.
Bên cạnh làm người dẫn chương trình, Khánh Vy còn có kênh YouTube riêng, với nội dung mà cô thực hiện phần lớn là chia sẻ về kinh nghiệm học tiếng Anh và hướng dẫn phát âm. Năm 2018, kênh của Khánh Vy đạt 100.000 người theo dõi. Năm 2020, kênh YouTube của Vy chạm mốc 1 triệu người theo dõi, qua đó giúp cô giành được nút vàng YouTube.

## Chương trình truyền hình
| Năm      | Chương trình                 | Kênh             | Vai trò                       |
| -------- | ---------------------------- | ---------------- | ----------------------------- |
| 2016     | Thế giới nghiêng             | VTC1             | Dẫn chương trình              |
| 2017     | 8 IELTS                      | VTV7             | Dẫn chương trình              |
| 2017     | Follow us                    | VTV7             | Dẫn chương trình              |
| 2019     | Nhanh như chớp               | HTV7             | Người chơi                    |
| 2021     | Vua tiếng Việt               | VTV3             | Người chơi                    |
| 2021–nay | Đường lên đỉnh Olympia       | VTV3             | Dẫn chương trình              |
| 2022     | Sóng 22                      | HTV2–Vie Channel | Dẫn chương trình              |
| 2022     | Ký ức vui vẻ                 | VTV3             | Khách mời                     |
| 2023     | Sinh viên thế hệ mới         | VTV3             | Dẫn chương trình              |
| 2023     | Có hẹn cùng thanh xuân       | VTV3             | Dẫn chương trình              |
| 2024     | 12 con giáp                  | VTV3             | Khách mời                     |
| 2024     | Quán quen chính gốc          | VTV3             | Khách mời                     |
| 2024     | Điều nhỏ bé kỳ diệu          | VTV3             | Khách mời                     |
| 2024     | Anh trai vượt ngàn chông gai | VTV3             | Dẫn chương trình              |
| 2025     | Đẹp +84                      | VTV3             | Dẫn chương trình (trưởng tàu) |
| 2025     | Mùa hè lấp lánh              | VTV3             | Diễn viên (vai nốt Đồ)        |

## Vai trò khác

### MV ca nhạc
| Năm  | Bài hát      | Ca sĩ | Vai trò                      | Tham khảo |
| ---- | ------------ | ----- | ---------------------------- | --------- |
| 2018 | Người âm phủ | OSAD  | Diễn viên, song ca tiếng Anh | [ 28 ]    |

## Giải thưởng và đề cử
| Năm  | Lễ trao giải            | Hạng mục                                      | Đề cử    | Kết quả   | Chú thích |
| ---- | ----------------------- | --------------------------------------------- | -------- | --------- | --------- |
| 2016 | Ấn tượng VTV            | Nhân vật của năm                              | Bản thân | Đề cử     | [ 29 ]    |
| 2020 | Ấn tượng VTV            | Biên tập viên – Dẫn chương trình ấn tượng     | Bản thân | Đề cử     | [ 30 ]    |
| 2024 | Vietnam iContent Awards | Nhà sáng tạo nội dung truyền cảm hứng của năm | Bản thân | Đoạt giải | [ 31 ]    |

## Sách đã xuất bản
Khánh Vy và Nguyễn Thiện Khiêm viết chung cuốn sách Tiếng Anh không khó, đừng nhăn nhó, xuất bản vào ngày 5 tháng 7 năm 2020.

## Tranh cãi
Năm 2019, Khánh Vy gây tranh cãi khi quảng cáo cho sách "Hack não 1500 từ Tiếng Anh", dù đây là cuốn sách đi ngược lại thuần phong mỹ tục của Việt Nam. Cô sau đó cho biết cô được chọn là một trong những người quảng bá cho cuốn sách này, mặc dù cô thừa nhận không biết nội dung bên trong cuốn sách đó.
Khánh Vy từng gây tranh cãi khi dẫn chương trình Anh trai vượt ngàn chông gai, khi nhiều khán giả nhận xét lối dẫn của Khánh Vy trong chương trình còn thiếu tự nhiên, đôi lúc cường điệu, khiến không khí thiếu sự hài hòa. Cách cô tương tác với khách mời còn gượng gạo, chưa tạo sự kết nối. Cụ thể, cô bị chỉ trích vì chen lời diễn viên Quỳnh Lương trong tập 7. Một số khán giả cho rằng điều này khiến không khí chương trình trở nên thiếu tự nhiên. Ngoài ra, khi dẫn podcast Tài – Thật – Thách, cô bị nhận xét là chưa có nhiều kinh nghiệm xử lý nội dung về nhạc underground, khiến phần giao lưu với khách mời thiếu tự nhiên. Sau phản hồi của khán giả, Khánh Vy đã lên tiếng xin lỗi và cam kết cải thiện.  Tuy nhiên, rapper Neko Lê – một nghệ sĩ tham gia chương trình – đã lên tiếng bênh vực, khẳng định cô làm tốt vai trò MC trong môi trường có 33 người hoạt ngôn.  
Tháng 12 năm 2024, Khánh Vy bị chê trách khi quay video về đội tuyển T1 nhưng bỏ qua Zeus – cựu thành viên, cũng là người đóng góp nhiều cho thành tích của đội. Trong video hút 2,8 triệu lượt xem, cô chỉ để bốn cái tên trong đội tuyển Liên Minh Huyền Thoại T1 gồm Oner, Faker, Gumayusi, Keria. Năm 2025, tại buổi buổi gặp gỡ người hâm mộ của ca sĩ Jisoo (Blackpink) tại Hà Nội, Khánh Vy gây tranh cãi khi cô sử dụng tiếng Hàn dù đã có người phiên dịch, khiến khán giả khó theo dõi và làm cho việc truyền thông tin bị gián đoạn.